# Retcon

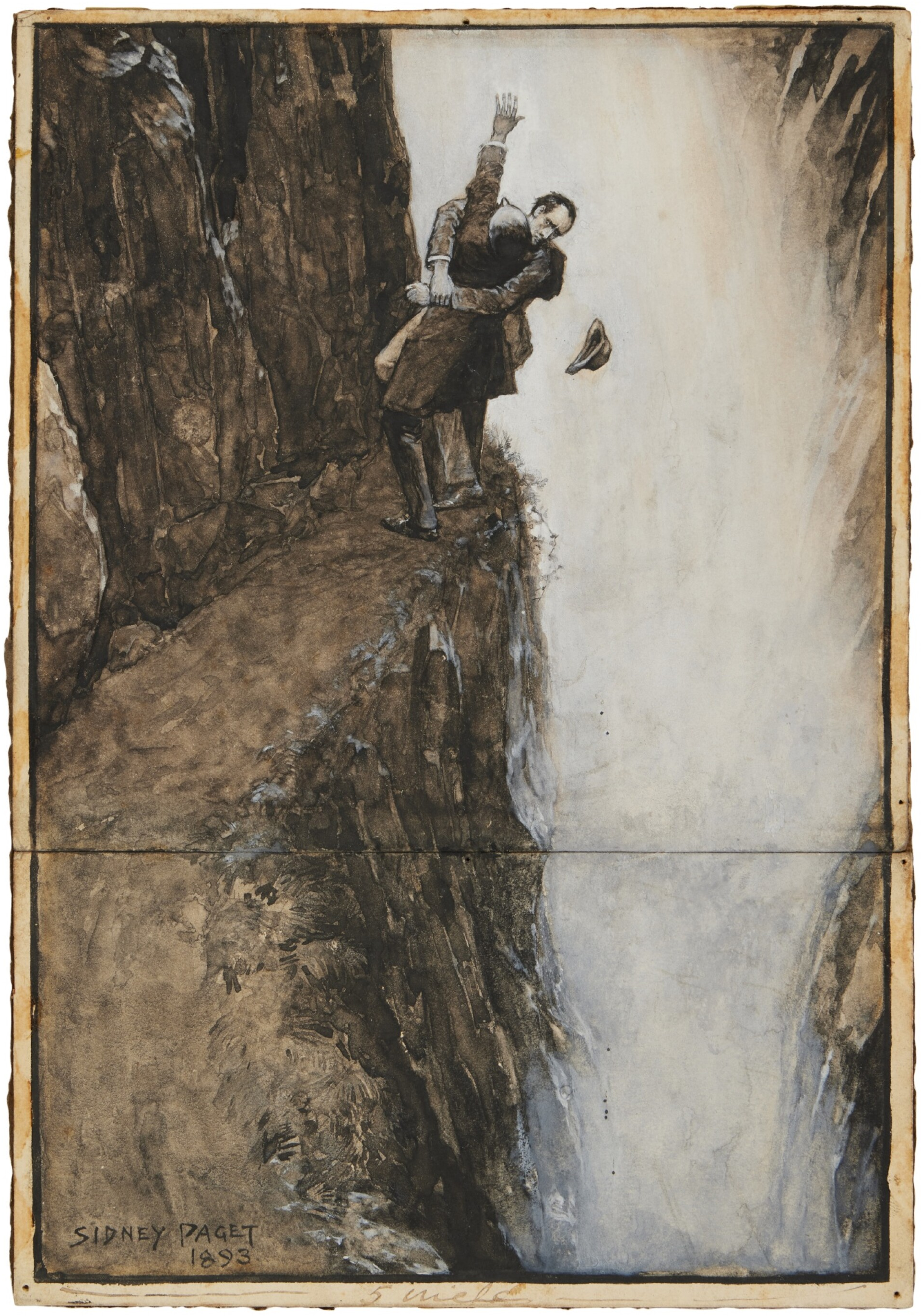
La morte di Sherlock Holmes - l'autore Arthur Conan Doyle utilizzò un retcon per spiegare il ritorno di Sherlock Holmes dopo la sua morte in una storia precedente.

La retcon (forma contratta della locuzione inglese retroactive continuity), in italiano continuità retroattiva, è un espediente narrativo utilizzato in ambito televisivo, cinematografico e fumettistico per modificare eventi e situazioni descritte in precedenza e adattarle a nuovi sviluppi della storia o per correggere pre-esistenti violazioni della linea narrativa.
La retcon può essere utilizzata per una molteplice varietà di ragioni: riarrangiare un seguito e ulteriori opere derivanti dalla stessa serie, reintrodurre personaggi popolari, riavviare una vecchia serie in modo più adeguato per un pubblico moderno o semplificare una struttura con una linea narrativa eccessivamente complessa.
La retcon è molto comune nel mondo dei fumetti, specialmente quelli pubblicati da case editrici di vecchia data come Marvel e DC Comics, a causa della lunga storia di molte serie e del numero di autori indipendenti che contribuiscono al loro sviluppo. Spesso ricorre anche nelle serie televisive, negli anime, nei film e nei videogiochi.

## Origini del termine
Il primo esempio pubblicato dell'espressione "retroactive continuity" avviene in All-Star Squadron n. 18 (data di copertina febbraio 1983) della DC Comics. La serie era ambientata sulla Terra-2 della DC, un universo alternativo in cui gli eroi dei fumetti della Golden Age (l'"epoca d'oro" del fumetto statunitense, tra gli anni trenta ed i primissimi anni cinquanta, in cui nacque e si consolidò il prototipo del supereroe) avanzano ed invecchiano in seguito alle loro prime apparizioni nel tempo reale. Così, verso i primi anni ottanta Superman aveva superato i 60 anni e Batman era morto ed era stato sostituito da sua figlia Helena Wayne, la Cacciatrice, mentre su Terra-1, l'universo principale della DC, questi personaggi sono sempre rappresentati come giovani o adulti di mezz'età. All-Star Squadron, in particolare, era ambientato durante la Seconda guerra mondiale su Terra-2, ossia nel passato di un universo alternativo, così tutti i suoi eventi avevano ripercussioni sulla continuity contemporanea del multiverso DC. Ogni numero cambiava letteralmente la storia del mondo immaginario in cui era ambientato. Nella rubrica delle lettere, un lettore notò che il fumetto «a volte deve far sentire voi [i creatori] come se vi steste mettendo da soli alle corde», e che «il vostro ricollegarvi alla storia dei personaggi della Golden-Age con nuove trame è un successo artistico (e spero economico!).»
Lo scrittore Roy Thomas rispose: «ci piace pensare che un tifoso entusiasta di ALL-STAR in uno dei raduni della Creation di Adam Malin a San Diego abbia escogitato il nome migliore per questo a distanza di pochi mesi: "Retroactive Continuity". Ha un bel suono, non pensi?» Il termine, probabilmente di uso limitato prima di All-Star Squadron n. 18, mise poi solide radici nella coscienza dei fan dei fumetti dei supereroi americani.
Retroactive continuity fu abbreviato in retcon, a quanto si dice, da Damian Cugley nel 1988 su Usenet. Prove concrete dell'abbreviazione di Cugley devono ancora emergere, sebbene in un messaggio su Usenet del 18 agosto 1990, Cugley abbia postato una risposta in cui identificava sé stesso come «l'ideatore della parola "retcon"». Cugley usò la parola da poco abbreviata per descrivere uno sviluppo nel fumetto Saga of the Swamp Thing, che reinterpreta gli eventi dell'origine del personaggio del titolo (in italiano noto in genere come "Il Mostro della Palude") rivelando fatti che, fino a quel momento, non facevano parte della narrazione e non erano intesi dagli scrittori precedenti. In questo caso, la rivelazione è che i ricordi del personaggio titolare sono falsi e che lui non è chi pensa di essere. Le retcon di Alan Moore spesso implicano falsi ricordi, ad esempio Marvelman (alias Miracleman in America), e Batman: The Killing Joke.

## Tipi
Sebbene sussistano notevoli ambiguità e sovrapposizioni tra diversi tipi di retcon, esistono alcune distinzioni che gli appassionati hanno fatto tra loro, a seconda che la retcon in questione aggiunga, alteri o elimini materiale dalla continuity narrativa. Queste distinzioni spesso suscitano reazioni differenti tra gli appassionati delle storie.

### Aggiunta
Alcune retcon non contraddicono fatti precedentemente stabiliti, ma "riempiono" dettagli di fondo mancanti, di solito per sostenere punti attuali della trama. Questo è il senso in cui Thomas usava la retcon, come processo puramente additivo che non "disfaceva" alcuna opera precedente, un tema comune nel suo lavoro su All-Star Squadron. Kurt Busiek assunse un approccio simile con Untold Tales of Spider-Man, una serie che raccontava storie che s'inserivano specificamente tra i numeri della serie originale Amazing Spider-Man, talvolta spiegando le discontinuità tra quelle storie anteriori. Un'altra serie con una struttura simile era X-Men: The Hidden Years.
Collegato a questo è il concetto della "storia oscura" o "storia segreta", in cui gli eventi di una storia accadono entro i confini di eventi già stabiliti (specialmente eventi storici del mondo reale), rivelando una diversa interpretazione (o motivazione) degli eventi stessi. Ne sono esempi alcuni romanzi di Tim Powers, quali L'ultima chiamata, che suggerisce come le azioni di Bugsy Siegel fossero dovute al fatto che egli era un moderno Re Pescatore.
Le informazioni aggiuntive di Alan Moore riguardo alle origini di Swamp Thing non contraddicevano né cambiavano alcuno degli eventi descritti nelle precedenti apparizioni del personaggio, ma cambiavano la loro interpretazione da parte del lettore. Questo rasenta il fare alterazioni alla continuity del passato. Tali aggiunte e reinterpretazioni sono molto comuni in Doctor Who, sebbene di solito non siano citate come retcon dagli appassionati.
I libri di Star Trek, Le Guerre Eugenetiche: l'ascesa e la caduta di Khan Noonien Singh (volumi 1 e 2), di Greg Cox, narrano in dettaglio le immaginarie Guerre Eugenetiche, offrendo spiegazioni alternative per eventi del mondo reale come il test nucleare indiano del 1974.
I Monaci della Storia (History Monks) appaiono nel Ladro del tempo (Thief of Time) di Terry Pratchett e spiegano anacronismi del Mondo Disco (come il teatro elisabettiano che esiste simultaneamente all'opera) descrivendo come la storia sia stata in precedenza distrutta da un orologio magico e come essi abbiano tentato di ricostruirla a casaccio.

### Alterazione
Le retcon spesso aggiungono informazioni che affermano effettivamente «ciò che avete visto non è ciò che è realmente accaduto» ed introducono allora una diversa versione della storia passata. Questo di solito è interpretato dal pubblico come un evidente cambiamento piuttosto che come una mera aggiunta. La forma più comune che ciò assume è quando un personaggio che si è mostrato essere morto (talvolta esplicitamente) si rivela in seguito essere sopravvissuto in qualche modo. Questo è un meccanismo ben noto nei film dell'orrore, che possono finire con la morte del mostro, ma quando il film ottiene successo, lo studio spesso pianifica un seguito, rivelando che dopo tutto il mostro è sopravvissuto. La tecnica è comune nei fumetti dei supereroi, dove è stata usata così frequentemente che per essa in inglese è stato coniato il termine "morte da fumetto" (comic book death).
Un primo esempio famoso nella cultura popolare è il ritorno di Sherlock Holmes: lo scrittore Arthur Conan Doyle fece morire il popolare personaggio in uno scontro con il suo nemico Professor Moriarty, solo per riportare in vita Holmes, in gran parte a causa della reazione del pubblico.
J. R. R. Tolkien ne Lo Hobbit descriveva le circostanze in cui Bilbo Baggins ricevette un anello magico da Gollum. Tuttavia, quando scrisse il seguito, Il Signore degli Anelli, il suo concetto della natura dell'anello era cambiato, in contrasto con la precedente descrizione. Per eliminare questa incoerenza, Tolkien rinarrò questa vicenda nella nuova opera - dove si narra che l'anello non venne dato volontariamente da Gollum a Bilbo - spiegando la versione originale come una bugia dello hobbit. Questo esempio di retcon è notevole perché oltre a correggere gli eventi in un libro successivo, Tolkien corresse anche il libro originale stesso, tanto che edizioni successive de Lo Hobbit incorporarono la versione riveduta della storia.
Uno dei più noti esempi di retcon fu nella serie televisiva Dallas, dove il personaggio di Bobby Ewing ritornò dalla morte, dopo un'assenza di un'intera stagione. Sua moglie si sveglia e lo vede nella doccia, e si rende conto che tutta la stagione precedente è stata un sogno.
La serie televisiva di fantascienza Doctor Who utilizzò ripetute retcon nei confronti degli arcinemici del Dottore, la razza Dalek. Si era affermato che la razza era stata spazzata via durante una "guerra del tempo", con solo il Dottore ed un unico Dalek sopravvissuti. Tuttavia, da allora questa versione è stata riscritta tre volte, ogni volta con una diversa forza Dalek che si scopre essere sopravvissuta.
Nel manga Dragon Ball e nell'anime Dragon Ball Z viene utilizzato un retcon per giustificare la fuga del protagonista Son Goku dal pianeta Namecc in procinto di esplodere. Al momento della deflagrazione il personaggio era stato visto per l'ultima volta mentre si disperava impotente di fronte al suo destino, diverso tempo dopo aver cercato invano di azionare l'astronave del suo nemico Freezer, caduta nella lava. In seguito, tramite un flashback, è stato mostrato però che Son Goku era scappato tramite una navicella spaziale raccolta appena prima che l'astronave di Freezer sprofondasse nel magma incandescente: un'azione che il personaggio non avrebbe assolutamente potuto compiere nella scena originale, in cui Son Goku abbandonava infatti l'astronave di Freezer spostandosi subito altrove per non finire anch'egli nella lava.
Anche gli appassionati possono inventare spiegazioni non ufficiali per le incongruenze e la sfida stessa diventa fonte di divertimento. A volte queste spiegazioni create dai fans diventano così popolari e diffuse che s'intrufolano nel canone accettato, ed i creatori originali dei personaggi le accolgono. Ad esempio, nel film Il ritorno dello Jedi, il personaggio di Boba Fett subisce una morte orribile. Tuttavia il personaggio era popolare, così alcuni appassionati sostennero che era in qualche modo fuggito "fuori dallo schermo", ed in seguito libri, romanzi grafici e perfino un modellino ufficiale accettarono questa congettura e descrissero Boba Fett come sfuggito alla traversia. Tuttavia, nel commento per la distribuzione dell'edizione speciale del film, George Lucas dichiarò che la scena della morte era stata resa più esplicita per confutare questa interpretazione, ciononostante è stata prodotta una serie su Boba Fett intitolata The Book of Boba Fett che mostra come sia sfuggito dalla situazione di morte vista in Il ritorno dello Jedi, per poi continuare la sua storia.
È usuale per personaggi immaginari che appaiono durante un lungo periodo di tempo rimanere della stessa età, o invecchiare non in sincronia con il tempo reale; si tratta di una persistente retcon implicita della loro data di nascita. Quando nella loro biografia sono coinvolti eventi storici, per accomodare la situazione possono essere utilizzate evidenti retcon; un personaggio che ha prestato servizio nell'esercito durante la Seconda guerra mondiale potrebbe avere il suo stato di servizio riscritto in termini di retcon per collocarlo nella Guerra di Corea, nella Guerra del Vietnam, nella Guerra del Golfo ecc.
Sebbene il retconning si faccia di solito senza commento da parte dei creatori, la DC Comics ha in alcune occasioni promosso eventi speciali finalizzati a rivedere la storia dell'universo della DC Comics. Il più importante e meglio conosciuto di tali eventi fu la miniserie Crisi sulle Terre infinite. Ciò consentì revisioni complessive del loro intero multiverso di personaggi. Una trama nell'Uomo Ragno, chiamata Soltanto un altro giorno, culminò nella revisione magica della storia, eliminando il matrimonio tra Peter Parker e Mary Jane Watson, ed i successivi sviluppi nella storia del personaggio lungo i vent'anni precedenti. Si è sostenuto che queste non fossero vere retcon, tuttavia, perché la causa dei cambiamenti al loro universo appariva in effetti all'interno della storia, similmente alle storie in cui un viaggiatore del tempo va nel passato e cambia la storia rispetto a come la ricordava.
Nelle serie televisive girate in diretta, gli sviluppi del mondo reale possono suggerire retcon del tipo dell'alterazione. Ad esempio, in Star Trek, limiti di budget e di tecnologia fecero sì che i Klingon avessero l'aspetto di persone dalla pelle bronzea, vagamente orientali. Quando la licenza della serie televisiva fu riportata in auge con budget maggiori e migliori tecniche di trucco, l'aspetto dei Klingon fu mutato drasticamente. Fu spiegato dai produttori che il nuovo aspetto era quello che i Klingon avevano sempre avuto, ma che non potevano essere rappresentati come tali prima. La differenza viene notata da alcuni personaggi in Animaletti pericolosi, un episodio di Star Trek: Deep Space Nine, quando personaggi dell'era moderna viaggiano indietro nel tempo all'era precedente, ma viene liquidata dal (moderno) Klingon Worf come qualcosa che i Klingon «non discutono con gli estranei». Questa stessa retcon fu poi riscritta, in Star Trek: Enterprise, attraverso una trama in cui si rivela che l'aspetto originale, quasi umano dei Klingon è dovuto ad una mutazione genetica causata da un virus artificiale.

### Sottrazione
Talvolta le alterazioni prodotte per retcon sono così drastiche da rendere le storie precedenti insostenibili. Molte delle retcon introdotte in Crisi sulle Terre infinite e nel successivo Zero Hour della DC si proponevano specificamente di fare tabula rasa e di permettere che un'intera nuova storia fosse riscritta per i personaggi. Questo processo è designato comunemente come reboot, cioè "riavvio", ed è spesso molto impopolare, sconvolgendo gli appassionati del materiale che è stato eliminato dalla continuity.
Storie impopolari o imbarazzanti sono talvolta successivamente ignorate dagli editori, mai più citate ed effettivamente cancellate dalla continuity di una serie. Potrebbero pubblicare storie che contraddicono la storia precedente o stabiliscono esplicitamente che essa "non è mai accaduta", per esempio sostenendo che gli eventi in una puntata precedente erano "solo un sogno". Parimenti, una retcon impopolare può essere a sua volta cancellata con un'ulteriore retcon, come accaduto con Spider-Man: Chapter One di John Byrne.
Un esempio di sottrazione si può trovare anche nella serie Il re leone della Disney. Dopo il successo del primo film, la Disney fece uscire un gruppo di libri intitolati Il re leone: sei nuove avventure (The Lion King: Six New Adventures) in cui si dice che Simba ha un figlio di nome Kopa. Tuttavia, nel seguito del film Il re leone II - Il regno di Simba, Simba ha solo una figlia di nome Kiara. Kopa è inesistente e di lui non si fa nessuna menzione. Kiara ha anche una colorazione diversa e caratteristiche più femminili del cucciolo mostrato alla fine del primo film.
In Italia, un esempio famoso di retcon per sottrazione si trova nelle storie di Tex, il più longevo e popolare fumetto italiano. Nelle prime storie scritte da Gianluigi Bonelli (ad esempio nell'albo Un piano ardito), Tex agisce nel periodo della Guerra di secessione americana, senza però prendervi parte direttamente, insieme a tutti i suoi pards, incluso il figlio Kit che dimostra già sedici-diciassette anni. A distanza di alcuni anni, Bonelli decise di rinnegare completamente quella versione e, utilizzando la tecnica del flashback, narrò nuovamente quel periodo della vita del ranger. Così un Tex decisamente più giovane, che ancora non ha incontrato i suoi amici Kit Carson e Tiger Jack né tanto meno è diventato padre, si ritrova coinvolto nella guerra come esploratore dell'esercito unionista insieme al suo amico "Damned" Dick Dayton, vivendo alcune epiche e tragiche avventure (ad esempio negli albi Tramonto rosso e Missouri).
Un altro esempio più indiretto di sottrazione include la relegazione di certi eventi in una cosiddetta "continuity secondaria". Questo è utile nei franchises, ossia in quelle opere che danno vita a vari prodotti e filoni narrativi, anche su media diversi, riuniti sotto un unico "marchio", nei quali esiste quindi una grande quantità di materiale del cosiddetto "universo espanso". Sebbene tale materiale non sia del tutto scontato, esso sarà assoggettato a revisione e rivisitazione critica al fine di conformarsi al materiale della fonte principale. Il rilancio del franchise di Robotech ha portato a dichiarare come canone solo la serie originale di 85 episodi e tutto il resto (più specificamente tutto il materiale dell'universo espanso basato su Robotech II: The Sentinels) come continuity secondaria, sebbene elementi riveduti di Sentinels siano stati inclusi nel film del 2006 Robotech: The Shadow Chronicles. La miniserie a fumetti Robotech: Prelude to the Shadow Chronicles descrive una forma rielaborata del capitolo finale di Sentinels, modificando pesantemente la versione vista nel romanzo Rubicon di Jack McKinney.

## Concetti affini
La retcon è simile, ma non identica, alle incoerenze della trama introdotte accidentalmente o per mancanza di interesse verso la continuity; il retconning è fatto deliberatamente. Ad esempio, le ricorrenti contraddizioni di continuity in serie televisive ad episodi come ad esempio I Simpson (in cui la storia della famiglia ha dovuto essere continuamente modificata e aggiornata al fine di spiegare perché i personaggi non invecchino) riflettono una continuity divenuta molto blanda e col tempo andata intenzionalmente persa, non delle autentiche retcon. Lo stesso si può dire per alcune particolarità di South Park (in cui uno dei protagonisti viene ucciso in ogni episodio, ma torna senza spiegazioni nell'episodio successivo) frutto di sketch surreali ricorrenti. Tuttavia, in serie con una sequenza temporale degli eventi rigida, talvolta sono create delle retcon dopo un fatto, proprio per spiegare degli errori di continuity. Come nel caso de Gli antenati, dove nel corso delle stagioni vennero erroneamente attribuiti a Wilma Flintstone due diversi cognomi da nubile, "Pebble" e "Slaghoople".
Il retconning generalmente è anche distinto dal sostituire un attore che interpreta una parte in una serie in corso, che è più comunemente un esempio di continuity blanda, piuttosto che del cambiare retroattivamente la continuity passata. Il diverso aspetto del personaggio di solito o è ignorato, come fu fatto con il personaggio di Darrin Stephens nella commedia televisiva Vita da strega, o spiegato all'interno della serie, come con la "rigenerazione" in Doctor Who, o l'Oracolo in Matrix Revolutions.
Il concetto in esame differisce anche dalla revisione diretta. Per esempio, quando George Lucas rimontò la trilogia originale di Guerre stellari, apportò cambiamenti direttamente al materiale di partenza, piuttosto che introdurre nuovo materiale che contraddicesse i contenuti di quello precedente. Tuttavia, le serie successive degli antefatti di Guerre stellari furono definite proprio come "nuovo materiale di partenza", e molti fans misero in evidenza esempi che apparentemente mutavano la retcon di elementi della trilogia originale.
L'interpretazione a tabula rasa dei personaggi - come negli adattamenti cinematografici e televisivi dei libri, o la reintroduzione di molti supereroi nella Silver Age dei fumetti - è simile ad un reboot retcon, cioè ad una modifica di retcon che fa ripartire da zero una serie, solo che le versioni precedenti non sono esplicitamente o implicitamente eliminate nel processo. Si tratta cioè di mere reinterpretazioni alternative o parallele che coesistono con la versione "classica", come la reinterpretazione dell'universo animato della DC o la linea di fumetti Ultimate Marvel.